# Irene de Trebizonda
Irene de Trebizonda foi uma imperatriz-consorte de Trebizonda, segunda esposa (bigâmica) de Basílio de Trebizonda, entre 1339 e 6 de abril de 1340. Ela foi a mãe de dois filhos dele, Aleixo e João (que depois reinaria como Aleixo III de Trebizonda) e, possivelmente, mais duas filhas, Maria e Teodora.

## Vida
Não se sabe quase nada sobre Irene antes de ela se tornar amante de Basílio: "o historiador bizantino a chamou de cortesã, mas um cronista trebizondino, de senhora de Trebizonda", escreveu William Miller. Os dois filhos do casal nasceram antes do casamento, que se realizou em 1339 sob fortes protestos do patriarca de Constantinopla João XIV Calecas e que duraria apenas nove meses até a morte de Basílio. Segundo Miller, "havia rumores de que a imperatriz descartada o assassinara privadamente e a conduta dela deu azo às suspeitas, pois ela estava evidentemente preparada para lucrar com sua morte". Irene Paleóloga, a primeira esposa "descartada", e seus aliados tomaram o poder imediatamente e enviaram Irene com seus filhos para Constantinopla para que ficassem aos cuidados do imperador bizantino Andrônico III Paleólogo, pai da nova imperatriz.
Durante o exílio, Irene testemunhou diversas revoltas palacianas, tanto em Trebizonda quanto em Constantinopla. A regência bizantina do jovem imperador João V Paleólogo apoiou o irmão do falecido Basílio, Miguel de Trebizonda, e também o seu primo, João III, em suas tentativas de tomarem o trono, mas quando João VI Cantacuzeno venceu a guerra civil e tomou o trono, seu apoio foi dado ao filho de Irene de Trebizonda, João. João também recebeu o apoio de Nicetas Escolares, o líder dos poderosos escolários (scholarioi), que Miguel alienou. O golpe foi vitorioso e conseguiu depor o fraco e violento governo de Miguel, colocando João no trono com o nome de Aleixo III.
A ascensão de Aleixo aos treze anos marcou o início do próprio poder de Irene sobre o governo de Trebizonda. Ela presumivelmente lutou contra os nobres e especialmente contra a família Doranita (Doranites), que liderou uma fracassada revolta na capital ainda nos primeiros seis meses do reinado de Aleixo. Embora a rebelião tenha sido esmagada, Aleixo se retirou para o castelo de Trípoli, que oferecia mais segurança. Em 1341, Irene acompanhou uma expedição a Limnia com Miguel Panareto e tomou cidade do rebelde Constantino Doranita. Ela também acompanhou uma segunda campanha, em janeiro de 1352, contra João Tzaniches, que havia tomado à força o castelo ancestral de sua família, Tzanicha.
Depois disto, as menções a Irene no registro histórico se tornam mais esparsas. Em 1367, ela acompanhou o filho ao casamento de sua neta, Ana, com o rei da Geórgia. Ela também estava presente no batismo de seu bisneto, Basílio, que assumiu em 1382 o nome de Aleixo IV. Depois disso, nada mais se sabe sobre Irene.